# Pseudophyllodromia lata
Pseudophyllodromia lata är en kackerlacksart som beskrevs av Hanitsch 1933. Pseudophyllodromia lata ingår i släktet Pseudophyllodromia och familjen småkackerlackor. Inga underarter finns listade i Catalogue of Life.